# بيرسيفال بيكر
بيرسيفال بيكر هو سياسي كندي، ولد في 11 يناير 1867 في كندا، وتوفي في 19 يونيو 1921 في إدمونتون في كندا. حزبياً، نشط في إتحاد مزارعي ألبرتا ‏. وقد انتخب عضو الجمعية التشريعية ألبرتا.